# Рома (комуна)
Рома (рум. Roma) — комуна у повіті Ботошані в Румунії. До складу комуни входять такі села (дані про населення за 2002 рік):
- Котиргач (515 осіб)
- Рома (2714 осіб) — адміністративний центр комуни

Комуна розташована на відстані 380 км на північ від Бухареста, 10 км на північ від Ботошань, 105 км на північний захід від Ясс.

## Населення
За даними перепису населення 2002 року у комуні проживали 3229 осіб.
Національний склад населення комуни:
| Національність | Кількість осіб | Відсоток |
| -------------- | -------------- | -------- |
| румуни         | 3220           | 99,7%    |
| цигани         | 7              | 0,2%     |
| угорці         | 2              | 0,1%     |

Рідною мовою назвали:
| Мова      | Кількість осіб | Відсоток |
| --------- | -------------- | -------- |
| румунська | 3219           | 99,7%    |
| циганська | 7              | 0,2%     |
| угорська  | 2              | 0,1%     |
| російська | 1              | < 0,1%   |

Склад населення комуни за віросповіданням:
| Релігія       | Кількість осіб | Відсоток |
| ------------- | -------------- | -------- |
| православні   | 2942           | 91,1%    |
| п'ятдесятники | 197            | 6,1%     |
| адвентисти    | 76             | 2,4%     |
| старообрядці  | 5              | 0,2%     |
| бретрени      | 3              | 0,1%     |
| баптисти      | 2              | 0,1%     |
| реформати     | 1              | < 0,1%   |